# Cetiosaurus oxoniensis
Cetiosaurus oxoniensis („velrybí ještěr“) byl asi 14 až 16 metrů dlouhý a 11 tun vážící býložravý sauropodní dinosaurus. Jiné odhady udávají délku 16,5 metru a hmotnost 15 900 kilogramů. Žil v období střední jury, asi před 172 až 165 miliony let. Fosilie tohoto dinosaura byly objeveny v Anglii a Maroku.
Jediným platným druhem rodu Cetiosaurus je Cetiosaurus oxoniensis Phillips, 1871.

## Neplatné druhy
- Cetiosaurus medius Owen, 1842
- Cetiosaurus hypoolithicus Owen, 1842
- Cetiosaurus glymptonensis Phillips, 1871
- Cetiosaurus brevis Lydekker, 1893[4]
- Cetiosaurus mogrebiensis Lapparent, 1955

## Popis
Cetiosaurus byl typický představitel vývojově primitivních sauropodů. Krk cetiosaura byl, podobně jako u rodu Diplodocus, neschopný vyzdvihnout hlavu nad úroveň plic, takže tento tvor spásal výlučně nízkou vegetaci. Na rozdíl od vyspělejších sauropodů ještě neměl duté obratle, do kterých zasahovaly vzdušné vaky, podobné těm, jaké mají dnešní ptáci. Jeho pozůstatky byly původně pokládané za pozůstatky velryby (odtud rodové jméno). Jde o nejstaršího historicky známého Sauropoda (jeho fosílie byly poprvé nalezeny již v 17. století, poté roku 1809 a samotný rod byl popsán roku 1842). Tento prehistorický plaz byl objeven v Anglii a zřejmě také v severní Africe (Skupina El Mers, Maroko). O velikosti cetiosaura svědčí i fakt, že jeho stehenní kost je vysoká jako dospělý muž (asi 1,8 metru).

### Česká literatura
- Socha, V. (2020). Pravěcí vládci Evropy. Kazda, Brno. ISBN 978-80-88316-75-6. (str. 63-65)